# Армандо Іццо
Армандо Іццо (італ. Armando Izzo, нар. 2 березня 1992, Неаполь) — італійський футболіст, захисник «Монци». Грав за національну збірну Італії.

## Клубна кар'єра
Народився 2 березня 1992 року в місті Неаполь. Вихованець юнацької команди «Скампія» і футбольної академії «Наполі.
У дорослому футболі дебютував 2011 року виступами за команду клубу «Трієстина», за яку протягом сезону відіграв 13 матчів у Лізі Про. На почтатку 2012 року перейшов до іншого представника третього італійського дивізіону «Авелліно». За півтора року допоміг команді здобути підвищення у класі до Серії B, де відіграв ще один рік.
Своєю грою за «Авелліно» привернув увагу представників вищолігового «Дженоа», до складу якого приєднався 2014 року. Відіграв за генуезький клуб наступні чотири сезони своєї ігрової кар'єри. Більшість часу, проведеного у складі «Дженоа», був основним гравцем захисту команди.
У липні 2018 року уклав чотирічний контракт із «Торіно», який згодом було подовжено до літа 2024 року. 1 вересня 2022 року гравця, що попереднього сезону деделі рідше з'являвся на полі, було віддано в оренду до «Монци», команди, що саме вперше в історії виборола право виступів в елітному італійському дивізіоні.
5 липня 2023 року уклав з «Монцою» повноцінний трирічний контракт.

## Виступи за збірні
2014 року провів одну гру за другу збірну Італії.
Навесні 2019 року дебютував в офіційних матчах у складі національної збірної Італії, провівши того року за неї три гри.
| Дата       | Місто   | Господарі | Результат | Гості       | Турнір            | Голи | Примітки  |
| ---------- | ------- | --------- | --------- | ----------- | ----------------- | ---- | --------- |
| 26-3-2019  | Парма   | Італія    | 6 – 0     | Ліхтенштейн | Відбір до ЧЄ 2020 | -    | 79' 90+2' |
| 8-9-2019   | Тампере | Фінляндія | 1 – 2     | Італія      | Відбір до ЧЄ 2020 | -    |           |
| 18-11-2019 | Палермо | Італія    | 9 – 1     | Вірменія    | Відбір до ЧЄ 2020 | -    | 69'       |
| Усього     |         | Матчів    | 3         |             | Голів             | 0    |           |

## Участь у договірних матчах
Навесні 2016 року став одним із фігурантів розслідування щодо впливу мафіозного угрупування Каморра на результати матчів у другому італійському дивізіоні. Іццо і двоє його партнерів по «Авелліно» підозрювалися у сприянні забезпеченню необхідних мафії результатів двох матчів своєї команди. Попри доведення провини і вимогу покарання у вигляді шестирічного відсторонення від футболу гравець відбувся півторарічною дискваліфікацією, термін якої згодом був скорочений до шести місяців. Фактично Іццо через участь у договірних іграх лише пропустив першу половину сезону 2017/18, а також сплатив штраф у 50 тисяч євро.